# アウクスブルクの和議

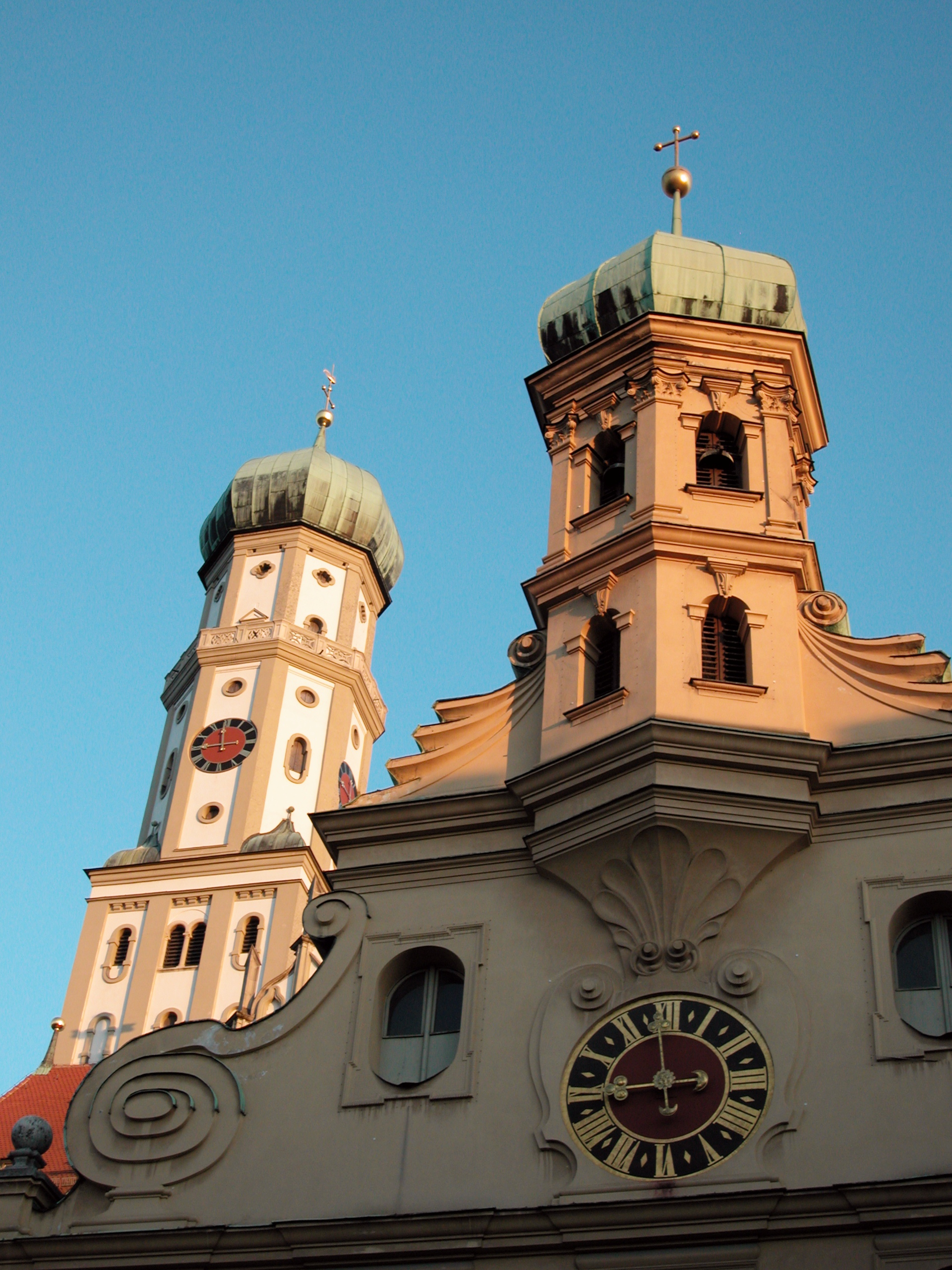
和議を記念して建設された教会。手前が新教のアフラ教会、後方がカトリックの聖ウルリッヒ教会

アウクスブルクの和議（アウクスブルクのわぎ、ドイツ語：Augsburger Reichs- und Religionsfrieden）は、神聖ローマ帝国のアウクスブルクで開催された帝国議会において1555年9月25日になされた、ドイツ・中欧地域におけるルター派（プロテスタント）容認の決議である。アウクスブルクの宗教和議ともいう。
これによりハプスブルク家のカトリック教会を介した帝国支配の野望は挫折するが、一方ではカルヴァン派の信仰も認められなかった。また、個人の信仰は認められずに、信仰の選択はあくまで都市や領主が決定するものとした。このことは将来に禍根を残し、三十年戦争の契機ともなった。

## 背景
1526年、神聖ローマ皇帝カール5世は、東方からのオスマン帝国の圧力が強まる中、シュパイエル（Speyer）における帝国議会でルター派諸侯に譲歩した。このことは、領邦君主が領内の教会を統制下におく、領邦教会体制の出発点として位置づけられている。しかし、1529年に同地で再び開催された帝国議会で前回の決定を撤回し、再びカトリック政策の徹底を図ったため、ルター派諸侯らは、この決定に対する抗議文（protestantio）を提出した。翌年にユダヤ人が宗教革命を企てたとする非難が起こり、宮廷ユダヤ人のヨーゼル・ロスハイムが帝国議会で抗議した。ルター派諸侯は1531年にシュマルカルデン同盟を結び、領内のカトリック教会の財産没収などの挙に出た。
以後、同盟とカール5世の反目が続いたが、フランスとのイタリア戦争に奔走していたこともあり、両勢力の本格的な衝突は回避された。しかし、1544年に一応の講和が成立した。ここでユダヤ人は従来どおり、キリスト教金融機関よりも高い利子で金を貸すことが認められた。そしてカール5世はトリエント公会議などを通じてカトリック勢力の再結集を図り、1546年よりルター派諸侯とも争うことになった（シュマルカルデン戦争）。
この戦争において同盟軍を撃破したカール5世が1度はカトリック優位のアウクスブルク仮信条協定を結んで勢威を拡大したが、1552年にザクセン選帝侯モーリッツが同盟側に付いたことや、ハプスブルク家の財政難が深刻化していたことから、同年パッサウにて開催された諸侯会議でパッサウ条約を締結、次の議会をもって新旧両教派の対立を終息させるとの申し合わせがなされた。同年に反対派のブランデンブルク＝クルムバッハ辺境伯アルブレヒト・アルキビアデスが反乱を起こし（第二次辺境伯戦争）、モーリッツが討ち取られるなどの事態となったが、1554年にアルブレヒト・アルキビアデスは国外追放となった。
パッサウ条約を受けて、ローマ王フェルディナント（カール5世の弟）は1555年2月、アウクスブルクに帝国議会を招集し、同年9月25日、一応の和議が成立した。これがアウクスブルクの和議（アウクスブルクの宗教平和令）である。

## 内容・影響

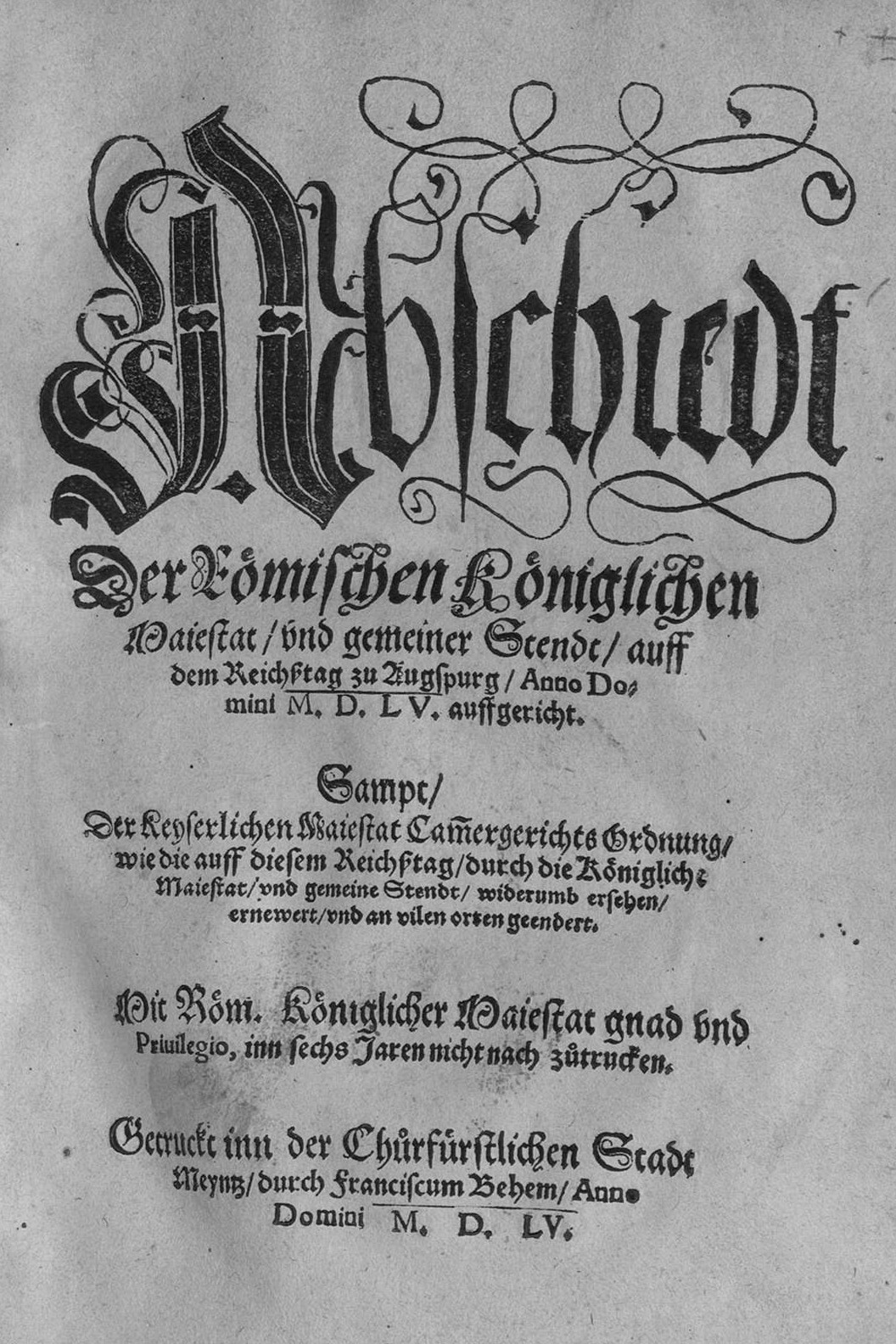
アウクスブルク宗教平和令。1555年、マインツ印刷

### 影響
この和議において、領邦君主にカトリック、ルター派の宗教選択権が認められた。ルター派を支持する諸侯がカトリック教会・修道院の組織・財産を統制下におくことを事実上認める決定であり、これを以って領邦教会体制が確立したとされる。
この後、自らの勢力を強めた領邦君主は、徐々に領内の自由都市にも統制を強めて特権などを剥奪していくことになり、領邦国家ごとの集権化が推進された。
アウクスブルクの和議では1526年の第一回シュパイアー帝国議会が確認された。

### 内容
アウクスブルク宗教平和令は以下のように定めた。
アウクスブルクの和議は教皇はあまり関わらず皇帝と諸侯の間で交わされたものであったが、この和議は一時の妥協にすぎず、その後も新旧両派は自らの勢力拡大に努めた。